# اس‌اس پاسیفیک (۱۸۵۱)
اس‌اس پاسیفیک (۱۸۵۱) (به انگلیسی: SS Pacific (1851)) یک کشتی بود که طول آن ۲۲۳ فوت (۶۸ متر) بود.